# Cerkiew św. Antoniego Pieczerskiego i św. Męczennicy Paraskiewy w Holi
Cerkiew św. Antoniego Pieczerskiego i św. Męczennicy Paraskiewy – prawosławna cerkiew filialna w Holi. Należy do parafii Podwyższenia Krzyża Pańskiego w Horostycie, w dekanacie Chełm diecezji lubelsko-chełmskiej Polskiego Autokefalicznego Kościoła Prawosławnego. Położona w sąsiedztwie Skansenu Kultury Materialnej Chełmszczyzny i Podlasia w Holi.
W pobliżu świątyni znajduje się prawosławny cmentarz z kaplicą Opieki Matki Bożej.
Prawosławna parafia w Holi była wzmiankowana w 1588. W pierwszych latach po zawarciu unii brzeskiej przyjęła jej postanowienia. Nowa cerkiew wzniesiona w 1610 była już zatem świątynią unicką. Budowla ta przetrwała do 1700, gdy została zniszczona w pożarze. Dwa lata później na jej miejscu wzniesiono kolejną cerkiew, która istniała do 1846, kiedy to ponownie zastąpiono ją nową świątynią. Ostatnia gruntowna przebudowa obiektu miała miejsce po 1875, gdy parafia holeńska, wskutek likwidacji unickiej diecezji chełmskiej, przeszła do Rosyjskiego Kościoła Prawosławnego. Hola należała do tych miejscowości, w których mimo represji przetrwały nielegalne wspólnoty unickie.
W 1915 prawosławna ludność Holi udała się na bieżeństwo. Po jej powrocie cerkiew nie została otwarta ponownie jako prawosławna, lecz od 1924 do 1939 funkcjonowała jako neounicka. Cerkiew wróciła do wyznania prawosławnego w czasie II wojny światowej, lecz w 1947 została ponownie zamknięta i przez sześć kolejnych lat była otwierana jedynie w czasie świąt wielkanocnych. Przywrócona do użytku liturgicznego w 1953.

## Historia

### Pierwsze cerkwie w Holi
Parafia prawosławna w Holi powstała najpóźniej w 1588. Unię brzeską przyjęła najprawdopodobniej natychmiast po jej podpisaniu, gdyż nowa cerkiew w Holi, fundacja Floriana Rzewuskiego z 1610, była już świątynią unicką. Obiekt ten uległ całkowitemu zniszczeniu w pożarze w czasie szwedzkiego najazdu. Według innego źródła zniszczenie świątyni, na skutek pożaru, miało miejsce w 1700. Na miejscu siedemnastowiecznej cerkwi wzniesiono nową. Nastąpiło to w 1702. W połowie XVIII stulecia obiekt został wyremontowany. Kolejne prace renowacyjne odbywały się w nim w latach 1800–1803. W 1814 w sąsiedztwie świątyni wzniesiono dzwonnicę, zaś do wnętrza cerkwi wstawiono ikonostas.

### Cerkiew z 1846
Kolejna cerkiew w Holi, także unicka, została zbudowana w latach 1846–1847 według projektu architekta powiatowego. Przy wznoszeniu nowej świątyni zachowano przedsionek starszej budowli. W 1875, na skutek likwidacji unickiej diecezji chełmskiej, parafia holeńska przymusowo zmieniła wyznanie na prawosławne i została włączona do struktur wikariatu chełmskiego eparchii chełmsko-warszawskiej. Po tym wydarzeniu budynek został przebudowany, dostawiono do niego nowy przedsionek. Nie wszyscy wierni uniccy z Holi przyjęli prawosławie – miejscowość ta obok Kostomłotów, Kodnia, południowej Zamojszczyzny i ziemi tomaszowskiej wskazywana jest jako jedno z nielicznych miejsc w dawnym zaborze rosyjskim, gdzie po odzyskaniu niepodległości przez Polskę żyły jeszcze osoby utożsamiające się z katolicyzmem w obrządku bizantyńskim.

#### Cerkiew neounicka
Po odzyskaniu niepodległości przez Polskę w 1918 cerkiew w Holi nie została ponownie przekazana ludności prawosławnej wracającej z bieżeństwa. Zamiast tego 10 sierpnia 1924 została przywrócona do użytku liturgicznego jako pierwsza na Lubelszczyźnie parafia neounicka, erygowana przez biskupa siedleckiego Henryka Przeździeckiego. Świątyni nadano nowe wezwanie św. Paraskiewy. O ile w momencie erekcji parafii uczęszczało do niej jedynie 15 wiernych, to na przełomie lat 1929/1930 cerkiew holeńska była siedzibą najliczniejszej w regionie neounickiej parafii, zrzeszającej 1879 osób, tj. ponad połowę wszystkich neounitów. W cerkwi w okresie jej przynależności do Kościoła neounickiego służyli naprzemiennie duchowny-konwertyta z prawosławia i kapłani należący do zakonu jezuitów. Zachowany był w pełni obrządek typowy dla Rosyjskiego Kościoła Prawosławnego („synodalny”) z dodaniem jedynie modlitw za papieża. Cerkiew w Holi pozostawała neounicka do 1939.

### II wojna światowa i okres powojenny

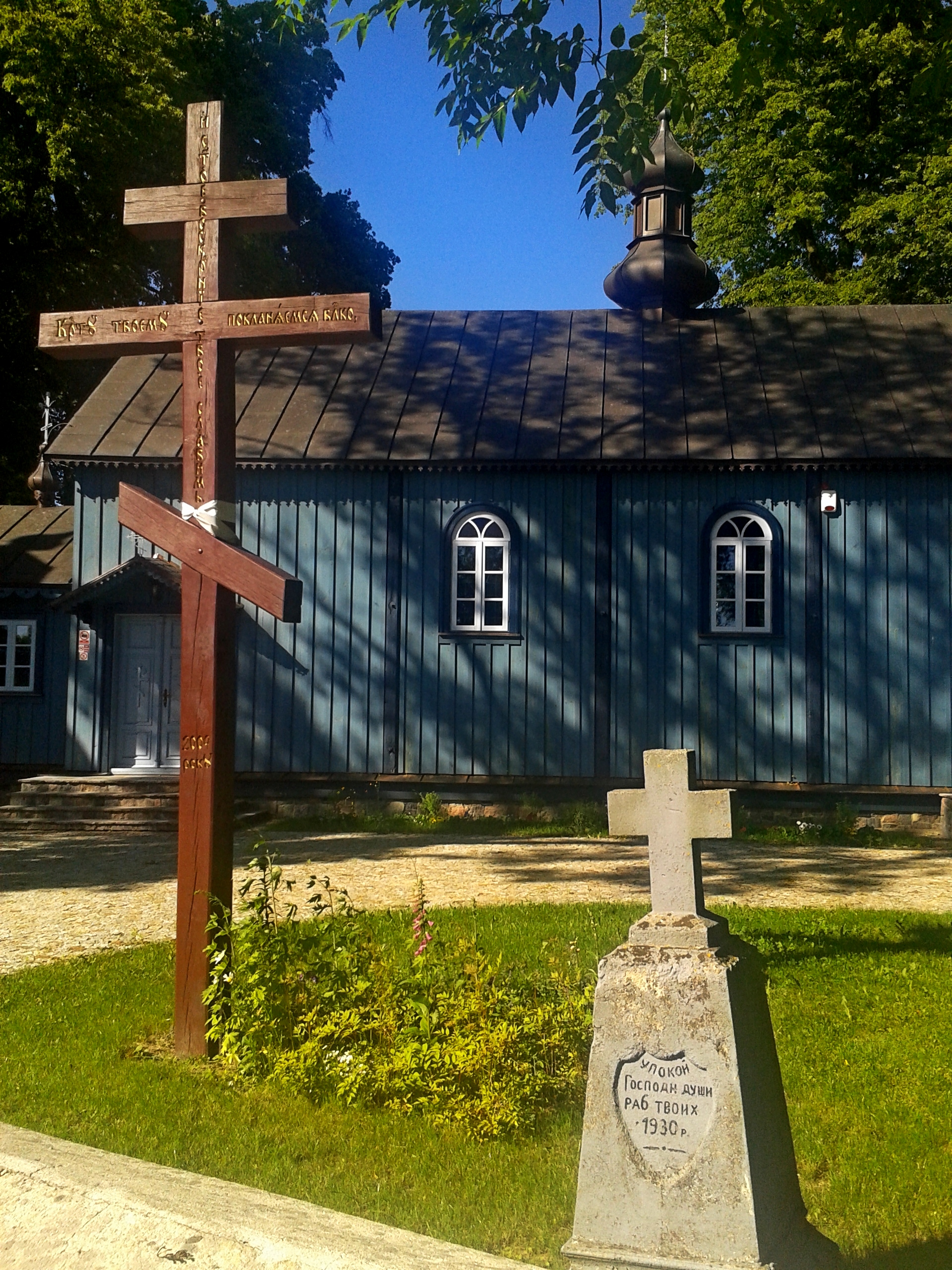
Krzyże przy cerkwi

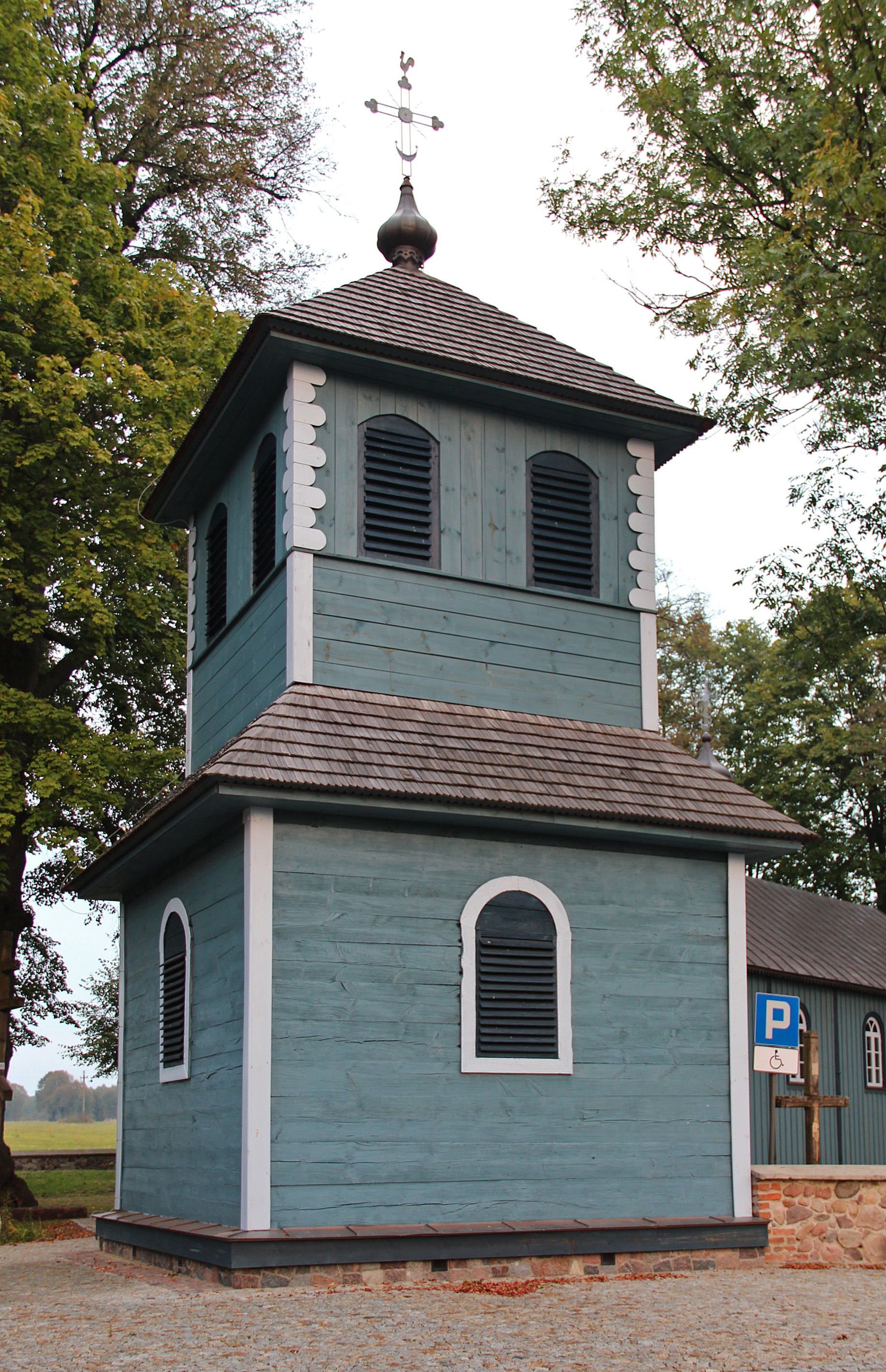
Dzwonnica

W 1941 cerkiew ucierpiała w pożarze; w latach 1943–1944 została odnowiona przez miejscowych wiernych. Przy odbudowie dachu nie zachowano jego pierwotnej formy. Hola stała się ponownie siedzibą parafii prawosławnej. W 1947 do cerkwi w Holi i Sosnowicy uczęszczało łącznie 1422 wiernych. Działalność placówki duszpasterskiej zamarła po wywózkach prawosławnych Ukraińców w ramach Akcji „Wisła” i wywózek do ZSRR. Cerkiew była przez trzy kolejne lata otwierania jedynie w czasie świąt wielkanocnych. W 1953 metropolita warszawski i całej Polski Makary zwrócił się do Urzędu ds. Wyznań z prośbą o zgodę na restytucję parafii w Horostycie z równoczesnym otwarciem cerkwi w Holi jako filialnej. Jego prośba została pozytywnie rozpatrzona 31 marca tego samego roku. Wydanie pozytywnej decyzji poprzedził spór między Prezydium Powiatowej Rady Narodowej we Włodawie i Prezydium Wojewódzkiej Rady Narodowej w Lublinie. Jak twierdziło PPRN we Włodawie, świątynie w Horostycie i w Holi były w istocie kościołami katolickimi, które były użytkowane przez katolików przed II wojną światową, a w ręce prawosławnych przeszły jedynie dzięki poparciu okupacyjnej administracji niemieckiej. W ocenie władz wojewódzkich stanowisko to było efektem agitacji duchowieństwa katolickiego. Dlatego uznano za stosowne usunąć ze stanowiska przewodniczącego Prezydium Gromadzkiej Rady Narodowej w Wołoskowoli (szczególnie niechętnego otwarciu prawosławnych świątyń), a same cerkwie przywrócić do użytku liturgicznego. W 1962 nieznani sprawcy zniszczyli zabytkowy mur cerkiewny. W 1969 łączną liczbę wiernych w parafii w Horostycie, razem z filią holeńską, szacowano na 700 osób.
W latach 2010–2014 cerkiew została gruntownie wyremontowana – wymieniono i podwyższono fundamenty, wykonano nowe oszalowanie, podłogę, stolarkę okienną i drzwiową, więźbę i pokrycie dachu, wymieniono instalację elektryczną, przeciwpożarową i alarmową, całkowicie odnowiono ściany wewnętrzne. Po zakończeniu remontu, cerkiew została uroczyście konsekrowana przez arcybiskupa lubelskiego i chełmskiego Abla.
Cerkiew jest filią parafii Podwyższenia Krzyża Pańskiego w Horostycie; nabożeństwa odbywają się w niej dwa razy w miesiącu. Obiekt jest udostępniany do zwiedzania. Co roku w końcu lipca Święta Liturgia w cerkwi rozpoczyna Jarmark Holeński – imprezę o charakterze folklorystyczno-etnograficznym, połączoną z kiermaszem prac artystów ludowych. Odpust parafialny 24 lipca jest znaczącym świętem religijnym dla prawosławnych mieszkańców powiatów lubelskiego, bialskiego, włodawskiego i chełmskiego.

## Architektura

### Bryła budynku
Cerkiew w Holi jest świątynią drewnianą, o konstrukcji zrębowej, szalowaną, na podwalinach, wzmocnioną lisicami. Cały budynek został wzniesiony na rzucie prostokąta. Od północy do budynku przylega zakrystia, od południa – skarbiec, od zachodu zaś przedsionek. Cerkiew pierwotnie była trójdzielna, jednak kilkakrotne przebudowy zmieniły charakter jej wnętrza na halowy. We wnętrzu, nad wejściem, znajduje się chór muzyczny. Okna cerkwi w ścianach bocznej i tylnej są półkoliste, zaś w pozostałych ścianach obiektu – prostokątne. Świątynię pierwotnie wieńczyły trzy niewielkie kopuły, z których przetrwała jedna.

### Wystrój wnętrza

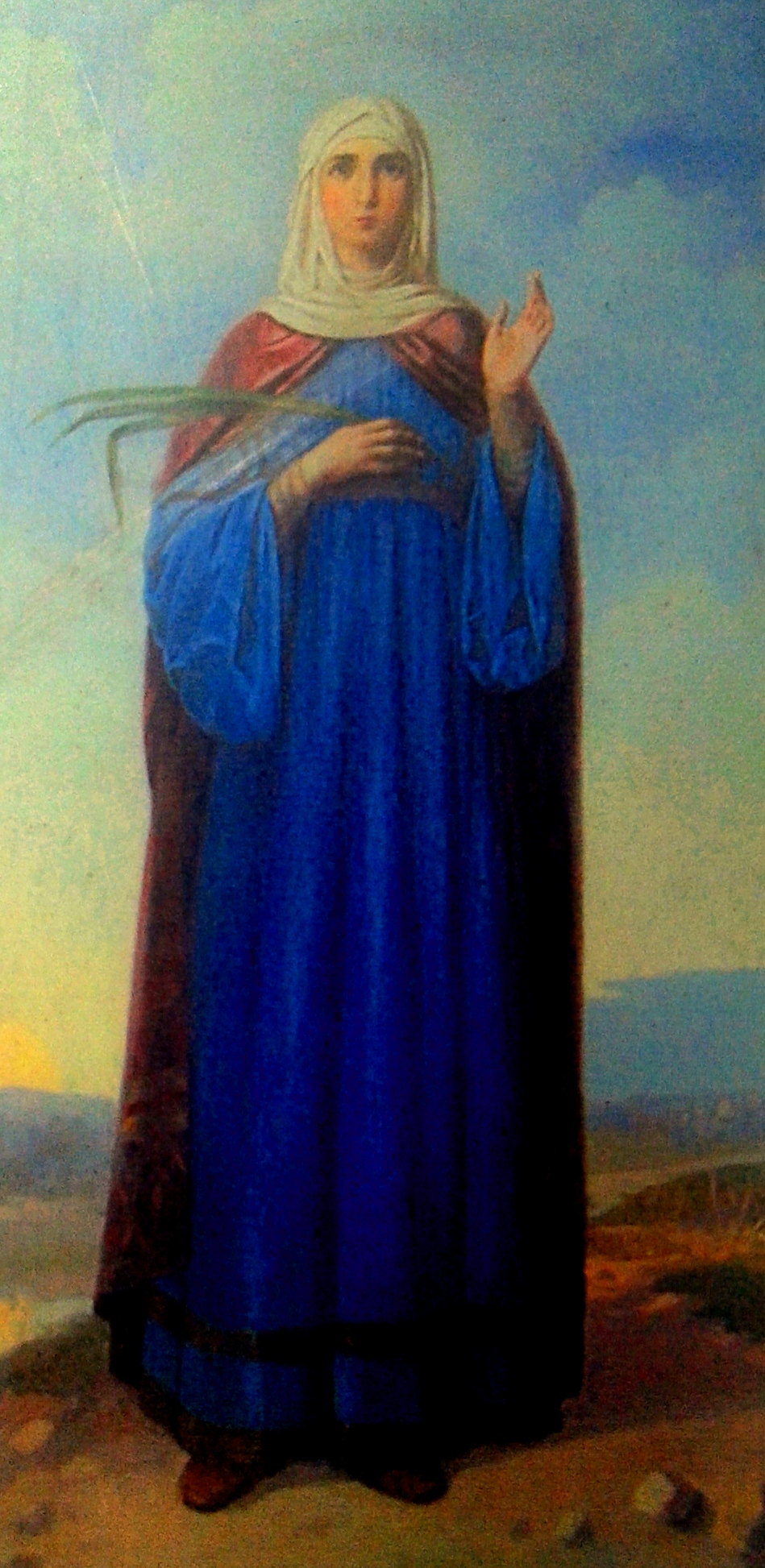
Obraz św. Paraskiewy, patronki świątyni

W cerkwi znajduje się zabytkowy ikonostas z II połowy XIX. W jego skład wchodzą następujące wizerunki: Matki Bożej z Dzieciątkiem, Chrystusa Pantokratora, archaniołów Gabriela i Michała oraz patrona cerkwi. Starszy od ikonostasu jest feretron z 1762, ufundowany przez Korneliusza Szczupaka, z postaciami patrona fundatora oraz Matki Bożej w typie Eleusa. W świątyni znajduje się również ikona o proweniencji unickiej: wizerunek Matki Bożej Niepokalanie Poczętej w otoczeniu dwunastu innych wizerunków maryjnych i postaci czterech ewangelistów z końca w. XVIII lub początku XIX, kopia wizerunku Matki Boskiej Częstochowskiej z XVIII w., jak również unickie obrazy niemające cech malarstwa ikonowego: św. Paraskiewa (z 1774), Ecce Homo (XVIII–XIX w.). Znacznie starsza jest piętnastowieczna ikona maryjna, opisana w katalogu zabytków z 1975 jako silnie zniszczona.
Inne elementy zabytkowego wyposażenia to barokowa monstrancja z XVIII w., klasycystyczny kielich z I połowy XIX w. oraz zabytkowe unickie księgi liturgiczne z 1639 i 1780.
Cerkiew, dzwonnicę i cmentarz prawosławny w Holi wpisano do rejestru zabytków 19 maja 1966 (powtórnie 27 grudnia 1995) pod nr A/44.